# Artemisia vulgaris
Artemisia comune (nome scientifico  Artemisia vulgaris  L., 1753) è una specie di pianta angiosperma dicotiledone della famiglia delle Asteraceae (sottofamiglia Asteroideae, tribù Anthemideae (Asian-southern African grade) e sottotribù Artemisiinae).

## Etimologia
Il nome Artemisia, di etimologia incerta, è ricondotto alla dea greca della caccia Artemide, o secondo un'altra ipotesi alla regina Artemisia († 350 a.C.), succeduta sul trono di Caria al fratello e consorte Mausolo; si ipotizza inoltre un riferimento al greco artemes (“sano”), con allusione alle proprietà medicamentose delle piante del genere.. L'epiteto specifico (vulgaris) deriva al latino e significa "comune, ordinario".
Il nome scientifico della specie è stato definito dal botanico Carl Linnaeus (1707-1778), biologo e scrittore svedese, considerato il padre della moderna classificazione scientifica degli organismi viventi, nella pubblicazione " Species Plantarum" ( Sp. Pl. 2: 848) del 1753.

## Descrizione

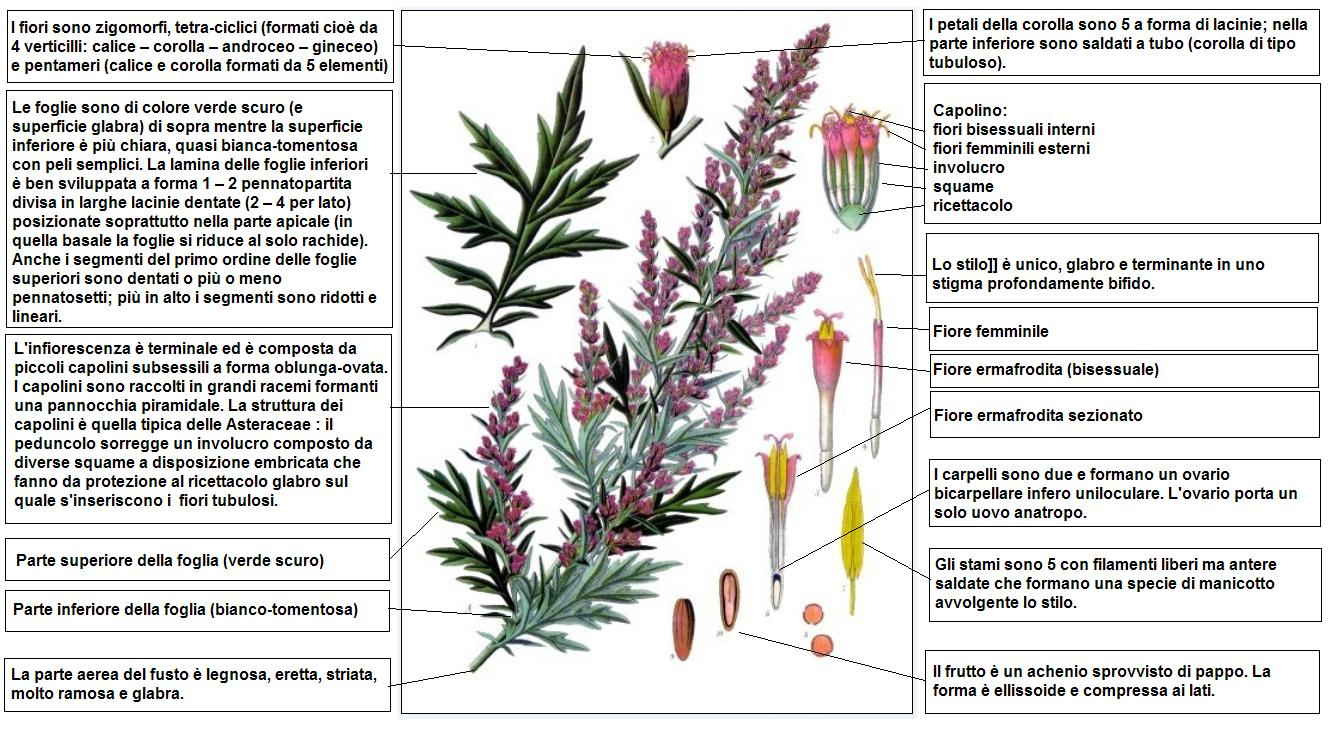
Descrizione delle parti della pianta

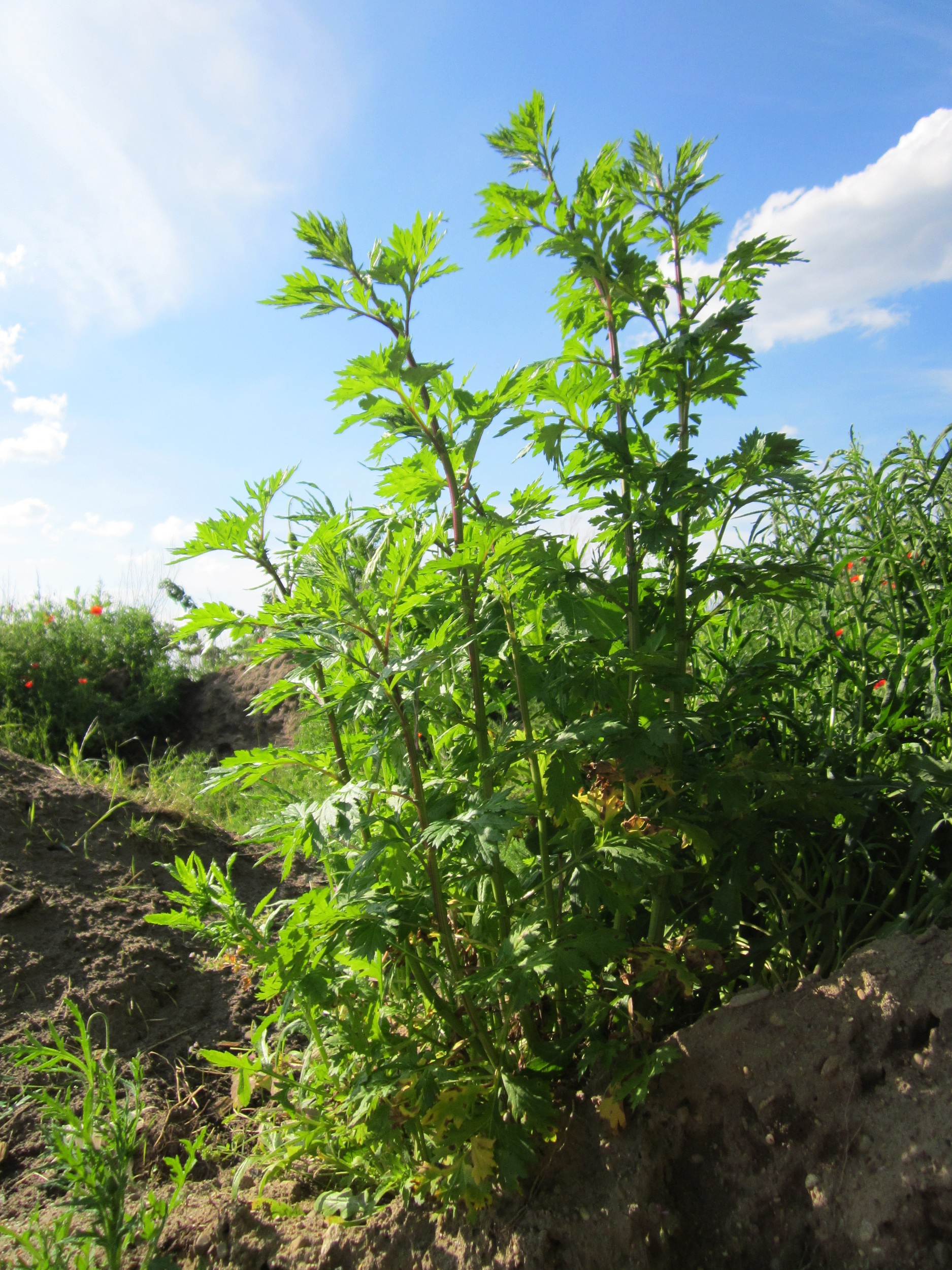
Il portamento

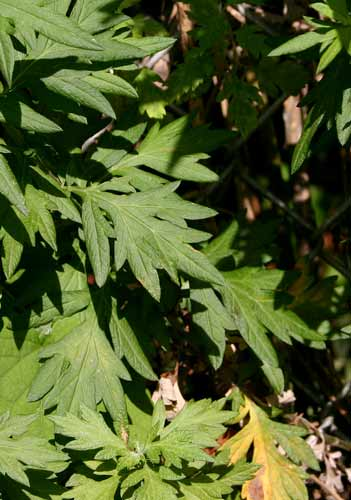
Foglie di Artemisia con la parte terminale appuntita, caratteristica di una pianta matura.

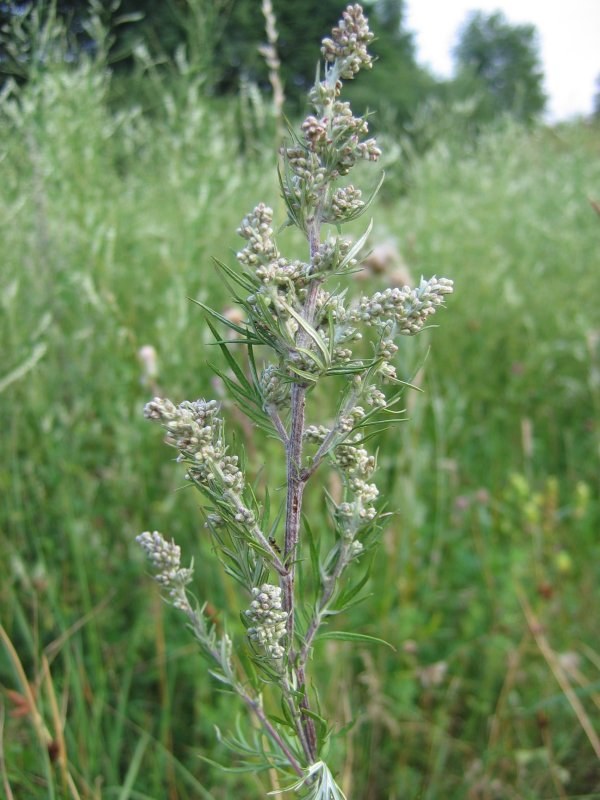
Infiorescenza

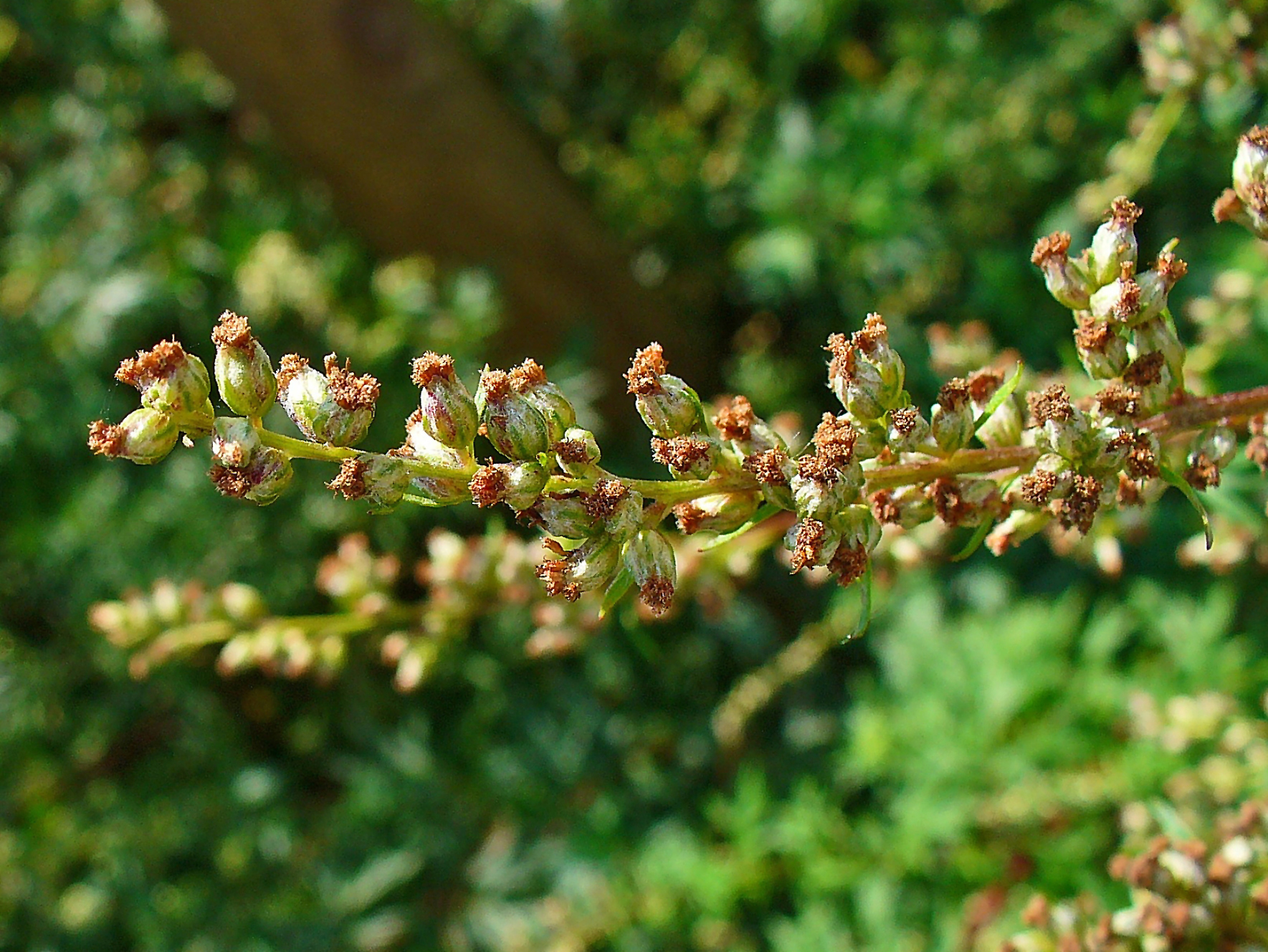
I fiori

Portamento. La forma biologica è emicriptofita scaposa (H scap), ossia sono piante perenni, con gemme svernanti al livello del suolo e protette dalla lettiera o dalla neve, dotate di un asse fiorale eretto e spesso con poche foglie. Sono inoltre prive di lattice (come le altre Asteraceae), contengono oli eterei lattoni sesquiterpenici ed hanno un odore aromatico di vermuth).
Radici. Le radici sono secondarie da rizoma.
Fusto. L'indumento consiste in brevi peli ghiandolari (medifissi o basifissi). Questa pianta può arrivare fino a 5–20 dm (190 cm in Nord America).
- Parte ipogea: la parte sotterranea consiste in un legnoso rizoma (rizoma fittonante senza stoloni) grosso ma breve e con leggero odore aromatico; il portamento di questo rizoma è obliquo.
- Parte epigea: la parte aerea del fusto è legnosa, eretta, striata, spiccatamente angolosa, molto ramosa e glabra e cresce fino a 2 metri in altezza. Il colore è rossastro.

Foglie. Le foglie sono di colore verde scuro e superficie glabra di sopra mentre la superficie inferiore è più chiara, quasi bianca-tomentosa con peli semplici. È molto aromatica ed emana un odore caratteristico, specialmente strofinando le foglie. La lamina delle foglie inferiori è ben sviluppata a forma 1 – 2 pennatopartita divisa in larghe lacinie dentate (2 – 4 per lato) posizionate soprattutto nella parte apicale (in quella basale la foglie si riduce al solo rachide). Anche i segmenti del primo ordine delle foglie superiori sono dentati o più o meno pennatosetti; più in alto i segmenti sono ridotti e lineari. Dimensioni delle foglie inferiori: larghezza 8 – 10 cm; lunghezza 9 – 12 cm.
Infiorescenza. Le sinflorescenze sono formate da piccoli capolini, a forma oblunga-ovata, raccolti in racemi o pannocchie piramidali. Le infiorescenze vere e proprie sono composte da un capolino terminale peduncolato o sub-sessile di tipo disciforme. I capolini sono formati da un involucro, con forme ovoidali a campanulate, composto da 2 a 20 brattee, al cui interno un ricettacolo fa da base ai fiori del disco (quelli del raggio qui sono assenti). Le brattee, grigio-tomentose, con una forma da ovata a lanceolata e a consistenza erbacea, sono disposte in modo più o meno embricato su più serie. Il ricettacolo è nudo ossia senza pagliette a protezione della base dei fiori; la forma è piatta. Dimensione dei capolini: larghezza 1  - 1,5 mm; lunghezza 3 mm. Dimensione dell'infiorescenza: larghezza 5 – 15 cm; lunghezza 20 – 30 cm.
Fiori.  I fiori sono tetra-ciclici (formati cioè da 4 verticilli: calice – corolla – androceo – gineceo) e pentameri (calice e corolla formati da 5 elementi). Sono numerosi con forme brevemente tubulose (attinomorfe); sono ermafroditi. Possono essere divisi tra fiori solamente femminili ( 7 - 10, posti alla periferia) e fiori bi-sessuali (fino a 20, posti al centro)..
- Formula fiorale:

*/x K {\displaystyle \infty }, [C (5), A (5)], G 2 (infero), achenio
- Calice: i sepali del calice sono ridotti ad una coroncina di squame.
- Corolla: le corolle dei fiori periferici sono affusolate con lembi più o meno ligulati o filiformi; le corolle di quelli più centrali sono pentalobate a forma deltata. Il colore della corolla è verdastro-bruno. Dimensione della corolla: 1,5 – 3 mm.
- Androceo: l'androceo è formato da 5 stami (alternati ai lobi della corolla) sorretti da filamenti generalmente liberi e sottili; gli stami sono connati e formano un manicotto circondante lo stilo. Le antere possono essere sia di tipo basifissa che medifissa (ossia attaccate al filamento per la base – nel primo caso; oppure in un punto intermedio – nel secondo caso).[14] Questa caratteristica ha valore tassonomico in quanto distingue i generi gli uni dagli altri. Normalmente le antere variano da ottuse (arrotondate) a leggermente appuntite alla base (o anche caudate); in alcune specie le appendici sono triangolari, lineari o ellittiche. Il tessuto endoteciale (rivestimento interno dell'antera) non è polarizzato. Il polline è sferico con un diametro medio di circa 25 micron;  è tricolporato (con tre aperture sia di tipo a fessura che tipo isodiametrica o poro) ed è più o meno echinato (con punte sporgenti).
- Gineceo: l'ovario è infero uniloculare formato da 2 carpelli. Lo stilo (il recettore del polline) è profondamente bifido (con due stigmi divergenti) e con le linee stigmatiche marginali separate o contigue. I due bracci dello stilo hanno una forma troncata e possono essere papillosi o ricoperti da ciuffi di peli.
- Antesi: fiorisce nei mesi estivi da luglio a ottobre.

Frutti.  Il frutto è un achenio sprovvisto di pappo. La forma varia da ellissoide a obovoide ed è compressa ai lati. La parte apicale è rotondeggiante e priva di corona. Il pericarpo può possedere (oppure no) delle cellule mucillaginifere, mentre le sacche di resina sono assenti. Dimensione del frutto: 0,5 – 1 mm.

## Biologia
Impollinazione: tramite insetti (impollinazione entomogama tramite farfalle diurne e notturne).

Riproduzione: la fecondazione avviene fondamentalmente tramite l'impollinazione dei fiori.

Dispersione: i semi cadono a terra e vengono dispersi soprattutto da insetti come formiche (disseminazione mirmecoria). Un altro tipo di dispersione è zoocoria: gli uncini delle brattee dell'involucro (se presenti) si agganciano ai peli degli animali di passaggio che portano così i semi anche su lunghe distanze. Inoltre per merito del pappo (se presente) il vento può trasportare i semi anche per alcuni chilometri (disseminazione anemocora).

## Distribuzione e habitat

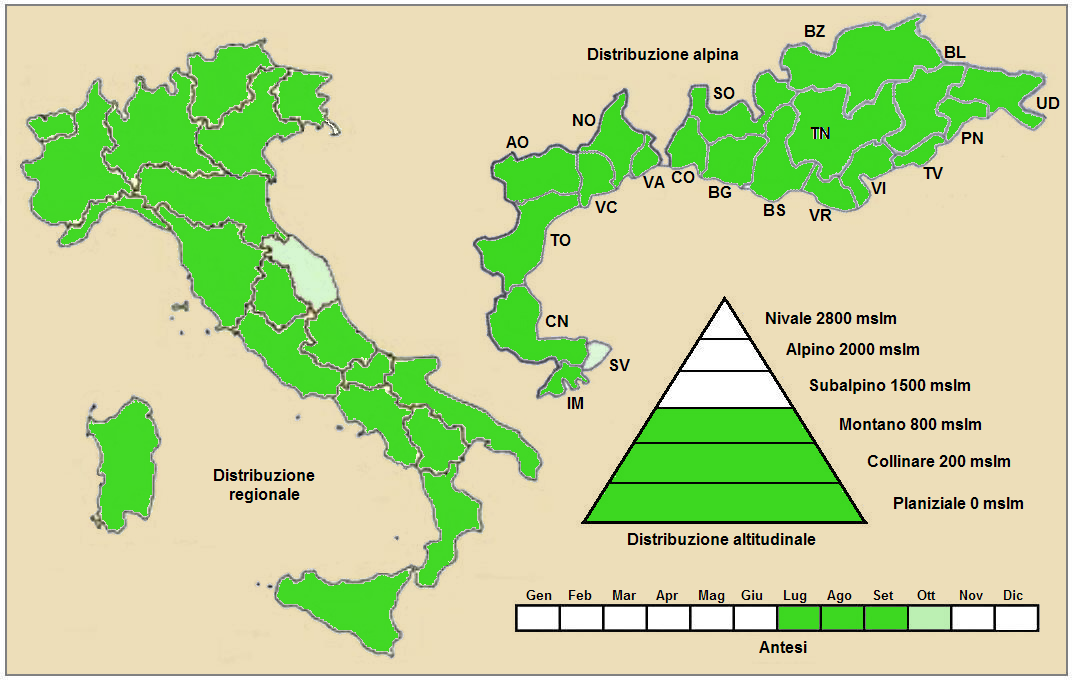
Distribuzione della pianta (Distribuzione regionale – Distribuzione alpina)

Geoelemento: il tipo corologico (area di origine) è Circumboreale.
Distribuzione: si trova abbastanza comunemente in tutta Italia. Sull'arco alpino è presente ovunque sia nella parte italiana che oltre confine. È presente anche sugli altri rilievi europei a parte le Alpi Dinariche. Fuori dall'Europa è presente nel Nord Africa (Algeria e Tunisia), in Asia (temperata) e nel Nord America.
Habitat: cresce spontanea specialmente sulle scarpate, presso i bordi delle strade, nelle zone ruderali e incolti come campi abbandonati o luoghi vicini a corsi d'acqua; ma anche nei campi coltivati, nelle colture in genere e nelle vigne (è considerata sia pianta infestante che sinantropa). È molto rustica e sempreverde se il clima lo permette. Il substrato preferito è sia calcareo che siliceo con pH neutro e terreno con alti valori nutrizionali, ma mediamente umido.
Distribuzione altitudinale: sui rilievi queste piante si possono trovare fino a 1000 m s.l.m.; frequentano quindi i seguenti piani vegetazionali: collinare e montano. A Livigno si trova fino a 1800 m s.l.m.

## Fitosociologia

### Areale alpino
Dal punto di vista fitosociologico alpino la specie di questa voce appartiene alla seguente comunità vegetale:
Formazione: delle comunità perenni nitrofile
Classe: Artemisietea vulgaris

### Areale italiano
Per l'areale completo italiano Artemisia vulgaris appartiene alla seguente comunità vegetale:
Macrotipologia: vegetazione erbacea sinantropica, ruderale e megaforbieti
Classe: Artemisietea vulgaris
Ordine: Arctio lappae-artemisietalia vulgaris
Alleanza: Arction lappae
Descrizione: l'alleanza Arction lappae è costituita da piante erbacee, ruderali e nitrofile, eurosiberiane, planiziali e montane, su suoli profondi, diffuse anche nelle zone mediterranee. Le specie di questa alleanza si sviluppano sia su suoli umidi che secchi con notevole differenziazione delle specie partecipanti. In Italia questa alleanza si rinviene fino al piano subalpino, in stazioni legate alla presenza di pascolo in cui si verifica l’accumulo di sostanza organica.
Specie presenti nell'associazione: Arctium lappa, Arctium minus, Arctium nemorosum, Arctium tomentosum, Anthriscus sylvestris, Armoracia rusticana, Artemisia vulgaris, Ballota nigra, Heracleum sphondylium, Leonurus cardiaca, Rumex patientia, Urtica dioica, Aegopodium podagraria, Chenopodium bonus-henricus, Nepeta cataria, Galeopsis pubescens, Rumex obtusifolius.
Altre alleanze e associazioni per questa specie sono:
- Onopordion acanthii
- Dauco carotae-Melilotion albi

## Sistematica
La famiglia di appartenenza di questa voce (Asteraceae o Compositae, nomen conservandum) probabilmente originaria del Sud America, è la più numerosa del mondo vegetale, comprende oltre 23.000 specie distribuite su 1.535 generi, oppure 22.750 specie e 1.530 generi secondo altre fonti (una delle checklist più aggiornata elenca fino a 1.679 generi). La famiglia attualmente (2021) è divisa in 16 sottofamiglie; la sottofamiglia Asteroideae è una di queste e rappresenta l'evoluzione più recente di tutta la famiglia.

### Filogenesi
Il gruppo di questa voce è descritto nella tribù Anthemideae, una delle 21 tribù della sottofamiglia Asteroideae). In base alle ultime ricerche nella tribù sono stati individuati (provvisoriamente) 4 principali lignaggi (o cladi); il genere  Artemisia (insieme alla sottotribù Artemisiinae) è incluso nel clade Asian-southern African grade.
Attualmente il genere, nell'ambito della flora spontanea italiana, è suddiviso in quattro sezioni e alcune sottosezioni. La specie di questa voce appartiene alla "Sezione I" caratterizzata dai fiori del disco ermafroditi, dal ricettacolo glabro o squamoso con forma di un disco, e alla "Sottosezione B" caratterizzata dalle foglie sono verdi di sopra e bianco-tomentose di sotto. Altre specie della stessa sezione: Artemisia abrotanum L. (Abrotano) e Artemisia verlotiorum Lamotte (Assenzio dei fratelli Verlot).
Più in generale (in base ad una analisi completa del genere) la specie di questa voce appartiene al sottogenere Artemisia (vedi "clade 8") caratterizzato da cicli biologici annuali, biennali o perenni con portamenti subarbustivi, da foglie pennate, medie, da siflorescenze a pannocchie o racemi e da capolini eterogami disciformi con ricettacolo pubescente oppure eterogami disciformi.
I caratteri distintivi della specie  Artemisia vulgaris sono:
- le foglie hanno una lamina grande e ben sviluppata, verde e glabra nella parte superiore, tomentosa in quella inferiore;
- nelle foglie superiori i segmenti del primo ordine sono dentati; la radice principale della pianta è breve ed obliqua, ma priva di stoloni;
- i capolini hanno delle forme ovoidi con diametri di 1,5 - 3 mm.

Il numero cromosomico delle specie di questa voce è: 2n = 16, ma anche 2n = 36, 40 o 54.

### Variabilità
Artemisia vulgaris è una specie mediamente variabile (vedi i numeri cromosomici più alti). In Italia è stata individuata una varietà (var. vestita Brügger) più piccola e con le foglie più densamente tomentose (con indumento feltroso e compatto), ma secondo Pignatti potrebbe trattarsi di un ibrido con Artemisia absinthium L.
Sul continente americano (Nord America) sono presenti delle varietà abbastanza stabili con diverse dimensioni dell'infiorescenza, forma delle foglie e colore complessivo dell'impianto (più chiaro o più scuro). Questa situazione, secondo alcuni autori, potrebbe derivare da introduzione multiple, e successivi rilevanti fenomeni di introgressione (a questo proposito viene citata la varietà  A. vulgaris var. kamtschatica Besser), che si possono far risalire alle prime visite degli europei in questo continente. In effetti questa pianta non è originaria di questo continente (America) ma è ampiamente naturalizzata.
Nella tabella seguente sono indicate alcune varietà non presenti in Italia:
- Artemisia vulgaris subsp. inundata Darijma, 1992 - Distribuzione: Mongolia.
- Artemisia vulgaris subsp. vulgaris (è la stirpe principale presente in Italia).
- Artemisia vulgaris var. xizanensis Y.Ling & Y.R.Ling, 1980 - Distribuzione: Tibet.

### Sinonimi
Sono elencati alcuni sinonimi per questa entità:
- Absinthium vulgare (L.) Dulac
- Artemisia ruderalis  Salisb.
- Artemisia vulgaris var. typica  H.St.John
- Artemisia vulgaris subsp. typica  H.M.Hall & Clem.

### Specie simili
Le “Artemisie” con i loro piccoli fiori non sono molto diverse le une dalle altre. Sul territorio italiano (in particolare nelle zone alpine) possono essere confuse tra di loro (e con la pianta di questa voce) le seguenti specie:
- Artemisia abrotanum L. - Abrotano: i segmenti delle foglie sono più stretti e i fiori sono gialli. Si trova in diverse zone (ma non tutte) del territorio alpino.
- Artemisia verlotiorum Lamotte - Artemisia dei fratelli Verlot: si distingue per i fiori rossastri e le foglie a segmenti larghi e di colore glauco.  È comune su tutto il territorio alpino.
- Artemisia nitida Bertol - Artemisia lucida: i capolini sono gialli ma più lassi e i segmenti delle foglie sono lineari (con i lati paralleli). Si trova nel nord-est.

## Usi

### Farmacia
Contiene vari oli essenziali e vari terpenoidi come l'eucaliptolo, il tujone e il cineolo; contiene anche flavonoidi e derivati della cumarina. 

Artemisia vulgaris è una pianta officinale ed è utilizzata nella medicina tradizionale cinese e giapponese per la preparazione della moxa (dal giapponese moe kusa = "erba che brucia"), una medicina ottenuta triturando in un mortaio la pianta fino a ricavare un impasto lanoso con cui si preparano delle palline o dei coni che, una volta appoggiati su punti specifici della pelle (corrispondenti ai punti dell'agopuntura), vengono fatti bruciare. La pratica viene detta moxibustione. 

Altre proprietà medicamentose di queste piante (sempre secondo la medicina popolare) sono:
- antisettica (proprietà di impedire o rallentare lo sviluppo dei microbi);
- antispasmodica (attenua gli spasmi muscolari, e rilassa anche il sistema nervoso);
- carminativa (favorisce la fuoriuscita dei gas intestinali);
- diaforetica (agevola la traspirazione cutanea);
- emmenagoga (regola il flusso mestruale);
- espettorante (favorisce l'espulsione delle secrezioni bronchiali);
- eupeptica (favorisce la digestione);
- amaro tonico (digestiva);
- antidiabetica (dalle radici).

Questa piante qualche volta viene usata come vermifuga, e quindi a volte è confusa con Artemisia absinthium.

### Cucina
Le foglie cotte o crude, aggiunte alla dieta, per merito del loro aroma amaro, aiutano la digestione; per questo in molte zone sono preparate soprattutto come condimento a cibi grassi. Le foglie sono usate anche come tè, oppure per aromatizzare la birra.

### Giardinaggio
Una variante orticola (chiamata comunemente dai giardinieri col nome di “Artemisia lactiflora”) è molto apprezzata nel giardinaggio in quanto si presenta con un ricco fogliame e una spiga di bianchi capolini, piccoli ma molto profumati.
E' pianta visitata dalle api per il suo polline.